# ナカジマ会館
株式会社ナカジマ会館（ナカジマかいかん）は、長野県長野市末広町に所在する企業。

## 歴史
1888年（明治21年）、「中島屋旅館」創業（中島屋旅館駅前支店、初代・中島孝助）。長野駅開業と同時に駅構内で弁当の立ち売りを始める。経木の弁当箱に飯を詰めた駅弁が主体であった。1892年（明治25）、「中島屋弁当店」を創立し独立。1949年（昭和24年）、「株式会社中島弁当店」を設立した。1959年（昭和34）「株式会社ナカジマ」を経て、1961年（昭和36）に現社名となる。
戦後間もなくして鉄道局長から蕎麦の販売を提案され、1950年（昭和25年）に日本国有鉄道（国鉄）の承認をもって長野駅のプラットホーム・待合室に立ち食いそば店を開店した。旅行客や地元住民に親しまれてきたが、2007年（平成19年）に閉店し、さらに駅弁事業からも撤退。長野駅前にある「ナカジマ会館ビル」の不動産業に集中することとなった。現在ある長野駅ビルMIDORIの立ち食いそば店舗は2015年（平成27年）に再開したものである。天たまそば、きつねわかめそば、信州きのこそばといった温かい蕎麦が人気メニューである。

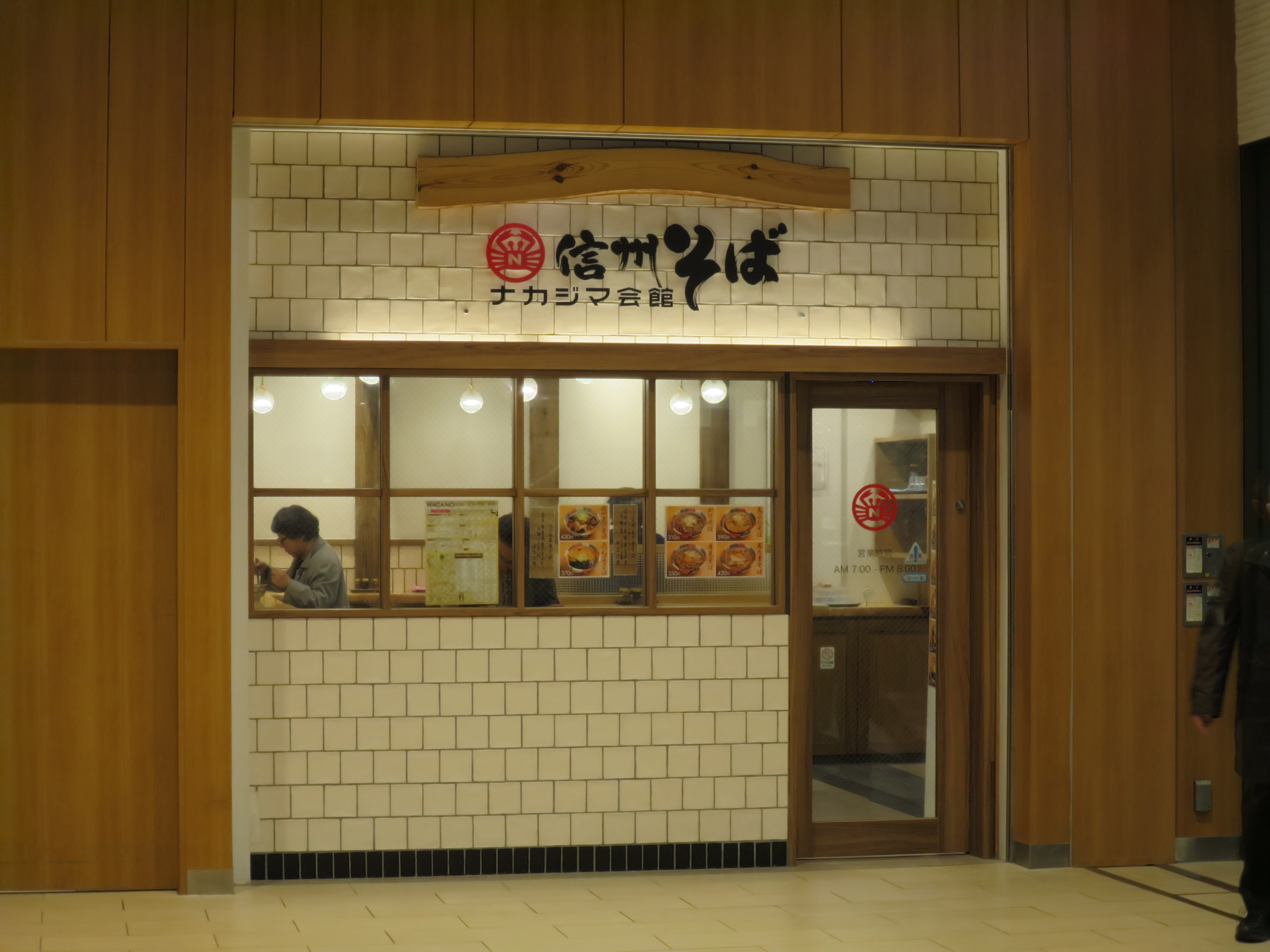
信州そば ナカジマ会館店舗

## 所有物件

### ナカジマ会館ビル
長野駅から徒歩3分間、長野県長野市末広町1361にあるオフィスビル。鉄骨鉄筋コンクリート構造 (SRC) で地上7階、地下1階建て。1989年（平成元年）11月建築。 ナカジマ会館の会社所在地で、野村證券長野支店が入所する。

## 関連会社
- 株式会社ナカジマ亭 - 系列会社。2005年（平成17年）7月1日、「ナカジマ製菓株式会社」より改称[4]。
- 有限会社ナカジマ一茶亭（ナカジマいっさてい、長野県長野市大字中御所111番地21、法人番号：6100002007003）[9] - 2005年（平成17年）7月20日、系列会社として設立[4]。2019年（令和元年）9月24日付けで登記閉鎖[9]。

## 関連書籍
- 降幡利治『幾星霜 ナカジマ会館のあゆみ』中島卯助、1984年。 - 社史。ライブラリー82に蔵書がある[10]。